# Gocza Gacharia
Gocza  Gacharia (ur. 23 października 1973 w Tbilisi) – gruziński skoczek do wody.

## Życiorys
Uczestniczył w Letnich Igrzyskach Olimpijskich w 1996.

## Wyniki

### Letnie Igrzyska Olimpijskie 1996

#### Skoki do wody
| Konkurencja | Eliminacje | Eliminacje | Półfinały | Półfinały | Finał | Finał   | Suma punktów | Pozycja | Źródło |
| Konkurencja | Wynik      | Pozycja    | Wynik     | Pozycja   | Wynik | Pozycja | Suma punktów | Pozycja | Źródło |
| ----------- | ---------- | ---------- | --------- | --------- | ----- | ------- | ------------ | ------- | ------ |
| wieża 10 m  | 256,68 pkt | 34.        | NQ        | NQ        | NQ    | NQ      | 256,68 pkt   | 34.     | [ 2 ]  |